# Kazimierz Sadłowski

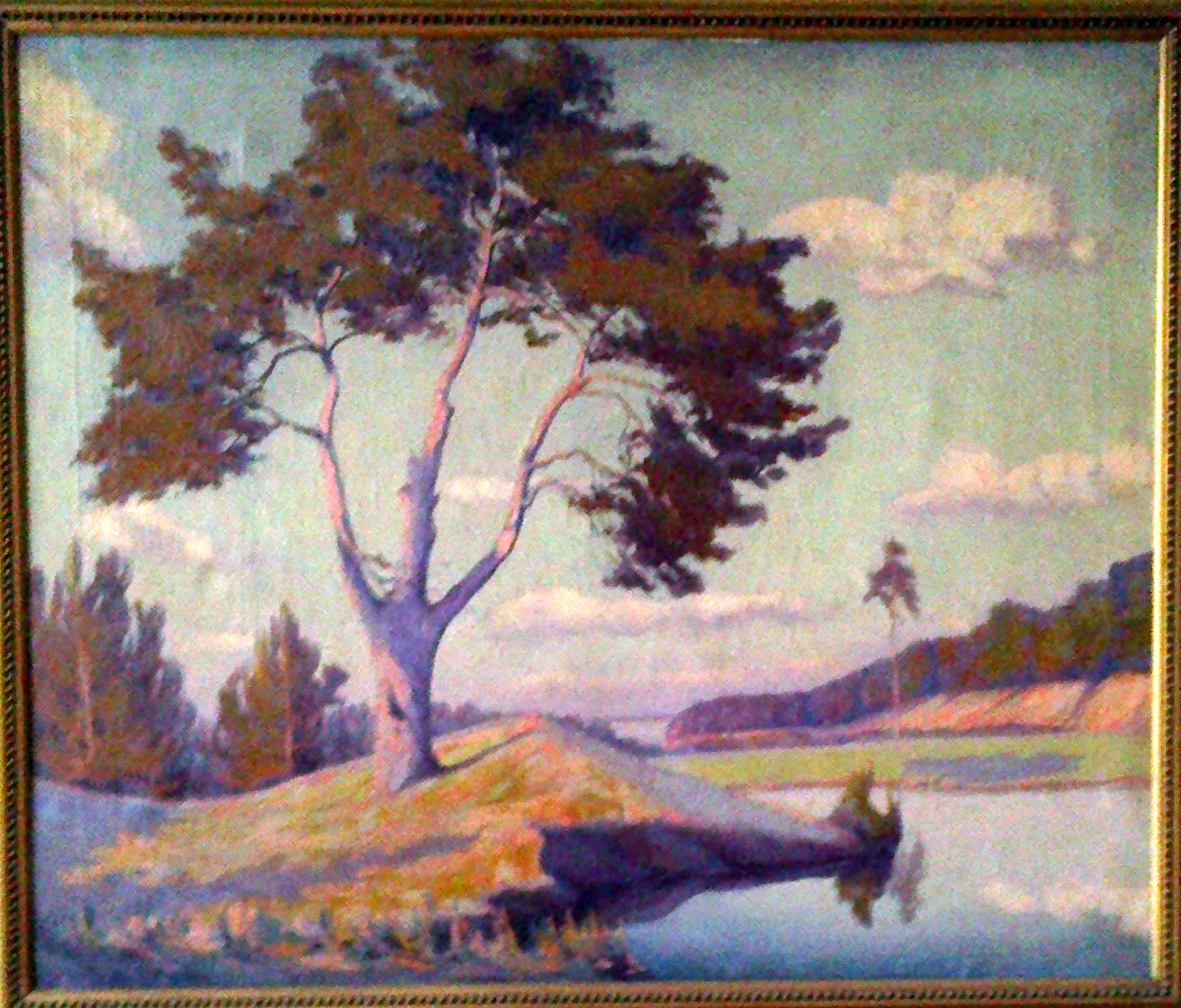
Samotna sosna nad Pilicą pędzla Kazimierza Sadłowskiego

Kazimierz Sadłowski (ur. 25 lutego 1870 w Pokrzywnicy, zm. 29 sierpnia 1946 w Tomaszowie Mazowieckim) – nauczyciel szkół powszechnych i średnich, działacz społeczny, malarz.

## Życiorys
Syn Józefa, wiejskiego wyrobnika, i Józefy z Krakowiaków. Był mężem Zofii z Bednarskich (1878–1939). Stryj i wychowawca generała Jana Jagmina-Sadowskiego.
W 1890 r. ukończył Seminarium Nauczycielskie w Solcu nad Wisłą. Pracował jako nauczyciel w szkołach elementarnych w Lindowie (pow. częstochowski) i Glinniku (pow. rawski), następnie w Tomaszowie Mazowieckim w szkole miejskiej, a od 1903 w siedmioklasowej Szkole Handlowej. W szkole tej, przekształconej później na gimnazjum filologiczne, przemianowanej następnie na Gimnazjum Humanistyczne, był nauczycielem do wybuchu II wojny światowej. W latach 1934–1939 był równocześnie kierownikiem szkoły powszechnej działającej przy tymże gimnazjum. Po wojnie uczył w Gimnazjum i Liceum dla Dorosłych oraz w Gimnazjum i Liceum Pedagogicznym. Oprócz pracy pedagogicznej zajmował się malarstwem.
Pochowany na cmentarzu w Tomaszowie Mazowieckim.

## Odznaczenia
- Srebrny Wawrzyn Akademicki (4 listopada 1937)[1]